# والى كوكس
والى كوكس (بالإنجليزية: Wally Cox)‏ هو كاتب وممثل أمريكي، ولد في 6 ديسمبر 1924 بديترويت في الولايات المتحدة، وتوفي في 15 فبراير 1973 بهوليوود في الولايات المتحدة بسبب نوبة قلبية.

## وصلات خارجية
- والى كوكس على موقع IMDb (الإنجليزية)
- والى كوكس على موقع ألو سيني (الفرنسية)
- والى كوكس على موقع تيرنر كلاسيك موفيز (الإنجليزية)
- والى كوكس على موقع أول موفي (الإنجليزية)
- والى كوكس على موقع قاعدة بيانات برودواي على الإنترنت (الإنجليزية)
- والى كوكس على موقع قاعدة بيانات الأفلام السويدية (السويدية)
- والى كوكس على موقع إن إن دي بي (الإنجليزية)
- والى كوكس على موقع قاعدة بيانات الفيلم (الإنجليزية)
- والى كوكس على موقع كينوبويسك (الروسية)